# Codex Tischendorfianus IV
Pour les articles homonymes, voir Codex Tischendorfianus.
- Papyrus
- Onciale
- Minuscules
- Lectionnaire

Le Codex Tischendorfianus IV, portant le numéro de référence Γ ou 036 (Gregory-Aland), ε 70 (Soden), 
est un manuscrit de vélin en écriture grecque onciale. Les paléographes datent ce manuscrit du Xe siècle (ou IXe siècle). 

## Description
Le codex se compose de 257 folios. Il est écrit en une colonne, dont 24 lignes par colonne. Les dimensions du manuscrit sont 30 x 23 cm,. 
Il comporte les évangiles dans l'ordre occidental, qu'il partage avec le Codex Bezae: Après Matthieu, vient Jean, puis Luc et Marc avec de nombreuses lacunes. 
Le manuscrit a été apporté par Constantin von Tischendorf.
Lacunes
Matthieu 5:31-6:16, 6:30-7:26, 8:27-9:6, 21:19-22:25; Marc 3:34-6:21. Texte de Matthieu 16,2b-3 est omis.
Texte
Le texte du codex représenté type byzantin. Kurt Aland le classe en Catégorie V. 
Location
Il est conservé à la Bibliothèque nationale russe (Gr. 33) à Saint-Pétersbourg, et à la Bodleian Library à Oxford (Auct. T. infr 2.2),.